# Papa Molina
Ramón Antonio „Papa“ Molina Pacheco (* 19. Dezember 1925 in Moca; † 5. August 2020 in Santo Domingo) war ein dominikanischer Komponist.
Molina studierte an der Musikakademie seiner Heimatstadt bei Arístides Rojas und wurde Trompeter im städtischen Orchester. 1942 wurde er Erster Trompeter des renommierten Orquestra San José des Rundfunksenders La Voz del Yuna unter Leitung von Julio Gutiérrez und Avelino Muñoz.
Als Komponist wurde Molina vor allem durch Boleros bekannt. Evocación wurde mehrfach aufgenommen: von Alci Sánchez und Alberto Beltrán und dem Orchester von Billo Frómeta, von Rafael Colón und dem Orchester von Johnny Ventura und von Betty Missiego und dem Orchester von Bertico Sosa. Sufro por tí nahm Alberto Beltrán mit dem Orquesta San José und dem Chor von La Voz del Yuna auf. Nunca te lo he dicho wurde von Lope Balaguer gesungen und Cuándo volveré a verte von Elenita Santos. 1990 entstand das sinfonische Werk Tres imágenes folklóricas, das vom Orquesta Sinfónica Nacional uraufgeführt wurde.